# Ypsilandra jinpingensis
Ypsilandra jinpingensis är en nysrotsväxtart som beskrevs av W.H.Chen, Y.M.Shui och Zhi Y.Yu. Ypsilandra jinpingensis ingår i släktet Ypsilandra och familjen nysrotsväxter. Inga underarter finns listade.